# TuS Hindenburg 09
Der TuS Hindenburg 09 war ein deutscher Sportverein im oberschlesischen Hindenburg, das heute als Zabrze zu Polen gehört.

## Geschichte
Der Verein wurde 1937 gegründet als der SpVgg Deichsel Hindenburg (1919 gegründet) und der TV Deichsel Hindenburg (1909 gegründet) miteinander fusionierten.
In der Saison 1940/41 gelang der Aufstieg in die Gauliga Oberschlesien. Die Liga wurde allerdings nur zwei Spielzeiten gehalten, bereits 1943 stieg der TuS gemeinsam mit dem LSV Adler Tarnowitz wieder ab. In der Folgezeit gelang dem Club keine Rückkehr in die oberschlesische Gauliga mehr. Mit Kriegsende 1945 erlosch der Verein.
Neben dem Fußball bot der Werksportverein eine ganze Palette weiterer Sportarten an. Besonders erfolgreich waren die Leichtathleten und die Handballer. Aber auch Turnen, Schwimmen und Tennis konnten im Schatten der Drahtseilwerke betrieben werden.